# Садко (дизель-электрический ледокол)
«Садко́» — дизель-электрический ледокол проекта 97АП в составе ВМФ СССР и России. Назван в честь Садко — героя былин новгородского цикла.

## Проект
Ледокольные суда проекта 97 стали наиболее массовой серией построенной в СССР. Первоначально они строились для обслуживания портов с тяжёлой ледовой обстановкой. Показав отличные характеристики, на их основе были созданы пограничные сторожевые корабли (проект 97П), вспомогательные (патрульные) ледоколы для ВМФ (проект 97АП), а также гидрографические суда (проекты 97Д и 97Б) и одно научно-исследовательское судно (проект 97Н). Всего было построено 32 ледокола девяти различных модификаций в период c 1960-го по 1981 годы.
Проект 97АП был создан в ЦКБ-15 (ныне ЦКБ «Айсберг») по заказу ВМФ СССР к концу 1960-х годов для несения патрульной службы на концевых участках Северного морского пути. У данных ледоколов, в отличие от базовых, было увеличено водоизмещение, автономность и дальность плавания экономическим ходом, а также установлена усовершенствованная аппаратура связи и навигации.

## Основные тактико-технические характеристики
- водоизмещение полное: 3350 / 3414 тонн (по разным источникам)[5];
- длина: 67,7 метра;
- ширина: 18,1 метра;
- высота борта: 8,3 метра;
- осадка: 6,3 м (средняя);
- дальность плавания:
  - 5852 мили (полным ходом),
  - 6700 мили (экономическим ходом);
- скорость:
  - 15 узлов (полный ход),
  - 9,5 узла (экономический ход).

## Строительство
Судно заложено 22 июня 1967 года в Ленинграде на Адмиралтейском заводе под заводским номером 777 как патрульный ледокол проекта 97АП по заказу ВМФ СССР. Спуск на воду состоялся 28 июня 1968 года. После завершения строительства и последующих испытаний, принят флотом 6 ноября 1968 года с зачислением в состав Камчатской военной флотилии (КчВФл). Ответственный сдатчик Е. Н. Литонов.

## Служба
Спустя год после приёма «Садко» прибыл на Тихий океан, войдя в состав вспомогательного флота КчВФл. За время службы в качестве портового ледокола занимался проводкой подводных лодок, надводных кораблей и судов в Тарьинскую бухту, периодически участвовал в операциях по вызволению судов оказавшихся в ледовом плену.
10—24 сентября 1998 года «Садко» обеспечил переход подводной лодки К-150 «Томск» в бухту Крашенинникова из Чукотского моря после её аварийного всплытия в сложной ледовой обстановке.
В 2008 году ледокол прошёл докование и ремонт главных двигателей. В том же году, в честь 40-летнего юбилея, на ледоколе прошли торжества, подготовленные экипажем и командованием.
По состоянию на 2017 год «Садко» входил в состав сил Объединённого командования войск и сил на Северо-Востоке с базированием на Петропавловск-Камчатский, проходил текущий ремонт.
По сообщению Минобороны России, в марте 2021 года ледокол «Садко» привлекался к расчистке ото льда судоходных фарватеров камчатских пунктов базирования флота.
В сентябре 2022 года ледокол использовался в качестве судна-мишени во время военных учений в ходе комплексной арктической экспедиции «Умка-2022». В сентябре 2024 года также использовался в качестве мишени во время учений ТОФ в Японском море, был поражён ракетой (получил сквозную пробоину выше ватерлинии) и затем отбуксирован на стоянку в бухту Абрек залива Стрело́к. По состоянию на май 2025 года находился на стоянке в бухте Абрек.